# Бахо-Виналопо
Ба́хо-Виналопо́ (исп. Bajo Vinalopó), Баш-Виналопо (кат. Baix Vinalopó)  — район (комарка) в Испании, входит в провинцию Аликанте в составе автономного сообщества Валенсия.

## Муниципалитеты
| Муниципалитет | Население | Площадь км² | Плотность населения чел./км² |
| ------------- | --------- | ----------- | ---------------------------- |
| Эльче         | 222.422   | 326'1       | 671'67                       |
| Кревильенте   | 28.172    | 104'6       | 265'91                       |
| Санта-Пола    | 29.221    | 58'2        | 472'86                       |